# Buckton Creek
Buckton Creek är ett vattendrag i Kanada.   Det ligger i provinsen Alberta, i den centrala delen av landet, 2 800 km nordväst om huvudstaden Ottawa. Buckton Creek ligger vid sjöarna  Baril Lake Hilda Lake Jimmys Slough Lake Claire och Welstead Lake.
Trakten runt Buckton Creek består i huvudsak av gräsmarker. Trakten runt Buckton Creek är nära nog obefolkad, med mindre än två invånare per kvadratkilometer.